# Дремиглава
Дремиглава (грч. Δρυμός, Дримос) је насељено место у општини Даутбал у периферији Средишња Македонија, Грчка. Према попису из 2021. године било је 2.866 становника.
Према бугарском географу и историчару, Василу Канчову, у Дремиглави је 1900. године живело 1.300 Грка, односно хеленизованих Словена. Македонски историчар Тодор Симовски, 1998. године наводи да је Дремиглава хеленизовано славенско насеље.